# Cascina Virolo
La cascina Virolo è una cascina sita nel comune di Mulazzano. Costituì un comune autonomo fino al 1841.

## Storia
La cascina Virolo era un antico comune del contado di Lodi, abitato da 90 persone a metà del Settecento.
In età napoleonica, dal 1809 al 1816, il comune di Virolo fu soppresso e aggregato a quello di Mulazzano; recuperò l'autonomia nel 1816 con la costituzione del Regno Lombardo-Veneto. Il 22 gennaio 1841 tuttavia Virolo fu aggregata nuovamente e definitivamente al comune di Mulazzano dal governo austriaco.